# Ellen Tauscher
Ellen O'Kane Tauscher, född 15 november 1951 i Newark, New Jersey, död 29 april 2019 i Stanford, Kalifornien, var en amerikansk demokratisk politiker. Hon representerade delstaten Kaliforniens tionde distrikt i USA:s representanthus 1997–2009. Hon avgick som representanthusledamot i samband med att hon tillträdde som biträdande utrikesminister med vapenkontroll och internationell säkerhet som ansvarsområden, en post hon innehade 2009–2012.
Tauscher avlade 1974 sin kandidatexamen vid Seton Hall University. Hon anställdes sedan av investmentbanken Bache & Co. Hon flyttade 1989 till Kalifornien. Hon var ordförande för Dianne Feinsteins senatskampanjer 1992 och 1994.
Tauscher besegrade sittande kongressledamoten William P. Baker i kongressvalet 1996. Hon omvaldes sex gånger.